# Abhava
Abhava termo sânscrito (em devanagari अभाव, abhāva), significa não ser, e é um ponto de vista muito abordado pela filosofia indiana. É um conceito lógico.
A visão antiga é dada pelo Rig-Veda (10.129) foi a primeira vez que abordou a pergunta se existe o ser, existe também o não ser. A filosofia hindu sempre discute sobre a dualidade, por exemplo, se existem duas realidades ou tudo pertence a mesma realidade. Ouros significados para o termo são: não-existência, imaterialidade, nada ou ausência 
Também é um tipo de yoga, o abhâva-yoga ("Yoga do não-ser") tem seus componentes achados em alguns Purânas. O Kûrma-Purâna (II.11.6), por exemplo, entende que: [Este método] no qual o contemplador (aquele que medita) é a essência do vazio e (mesmo que) iluminado, se mantém no si se chama de "Yoga do não ser." Uma definição similar é dada no Linga-Purâna (II.55.14) onde é dito, ele é o efeito da extinção das perturbações que da mente (citta-nirvâna). The Shiva-Purâna (VII.2.37.10), novamente, explica que por ele o mundo é contemplado sem qualquer percepção dos objetos existentes no mesmo. Isto parece equivaler ao um "entase supraconsciente" (asamprajnâta-samâdhi).

## Tipos de abhāva
De acordo com Tarka-saMgraha e a escola Vaisheshika , existem quatro tipos de abhāva:
1) Pragabhava ou seja, antes não-existência.
2) Pradhvamsabhava posterior não-existência.
3) Atyantabhava ou seja absoluta não-existência, um estado de abstração absoluta.
4) Anyonyabhava ou seja, não-existência mútua, ou seja, a negação da identidade entre duas coisas, que têm natureza específica.
Outros defendem que existem dois tipos de abhāva: relacional e disjuntiva. O ponto de vista tradicional é que a relação não-ser (abhāva) é algo idêntico a ideia constitutiva da contra-relatividade e é delimitada pela relação como ela (para se identificar o si).

## Novas formas de divisão
Os avanços da lógica trouxeram outra classificação para abhāva. Abhāva e bhāva são diferentes categorias. A categoria "ser" compreende substancia e outras cinco sub-categorias. O que todas elas contêm são relacionadas a alguma forma com a existência universal. As características de abhāva, ou abhāvatva, estão para ser explanadas ainda, mas há algumas regras que operam quando o objeto do não-ser é concebido, que podem ser apresentadas:
- A primeira - diz que a divisão dos delimitadores é regulada pela classificação do não-ser.
- A segunda - que qualquer abstinência estável de algo em particular é um factor atuante independentemente da contra-relatividade delimitada por uma propriedade geral.
- A terceira - um dos estado que causam a percepção do não-ser é a não-compreensão do que tem sido compreendido.
- A quarta regra - uma multidão de definitivas e disjuntivas negações podem também causar uma entidade como o pratiyogika, porque a divisão dos delimitores tem algumas propriedades como o pratiyogitā ou algum samsarga como o pratiyogitā. A definitiva negação são muitas porque seu pratiyogitā-avacchedakas pode ter ambas propriedades ou relações.

## Detalhamento
O processo com o qual o valor de som decai entre a primeiro e a próxima sílaba do Rigveda, Agnim, é Pradhvamsabhava, o ponto de silêncio de todas as possibilidades dentro desta lacuna existe o Atyantabhava, a estruturação dinâmica do que acontece no interior do espaço Anyonyabhava, e os mecanismos pelos quais o som emerge a partir do valor do ponto da lacuna ou seja, a emergência de uma sílaba seguinte, é Pragabhava;. E um mecanismo inerente a ambos as sílabas.
As escolas Vaisheshika, Nyaya, Bhatta Mimamsa e Dvaita definem Abhava em distintas categorias. Reconhecida como uma realidade pela escola Nyaya, abhava é muitas vezes definida como a realidade do maior momento pluralista no universo e está conectada com Mukti. E conceito dependente,pois só pode ser ter abhava quando previamente ocorrer o bhava; é um evento que ocorre por um período de tempo. A escola Nyaya e a Siddhantin defendem que a percepção de abhava se dá envolvendo uma especial tipo de conexão ou percepção de conexão.
Abhava é o imanifesto nível do concreto de onde emerge o Bhava. Vasubandhu se referiu a Sunyata que caracterizou o próprio ser como abhava, ou seja invés dele consistir de bhava e Sthiramati observa que desta forma, de fato não há redundância, portanto o abhava não nega o bhava. Abhava se refere a um particular tipo de não ser ; isto é um teoria ou negação lógica da existência de algum tipo particular de impossibilidade.

## Abhava como anumana
A aceitação de abhava como um padartha independente tendo como realidade ontológica do próprio ser é uma característica peculiar da tradição filosófica indiana. Dharmakirti considera abhava equivalente a anumana. Ele trouxe a ideia de presença imaginária cuja ausência foi apressada, a fim de explicar os detalhes da ausência.

## Abhava como pramana
Outro significado de abhāva é instrumento do conhecimento, um vyāpti que suporta a inferência. Ela ajuda a construir uma representação alternativa para a contradição, sendo que a representação depende do conhecimento abstido de contradições.